# Innuendo Studios
Ian Danskin est un vidéaste web qui produit la chaîne Innuendo Studios sur YouTube. 
Les sujets qu'il aborde dans ses essai vidéos incluent la philosophie, la politique américaine, la culture populaire et les jeux vidéo, abordés dans une perspective de gauche libérale.
Il est principalement connu pour la série de vidéos The Alt-Right Playbook ("Le manuel de la fachosphère" en français, playbook se rapportant en anglais à un livre compilant diverses stratégies et tactiques, notamment dans les sports nord-américains).
Dans l'hebdomadaire néerlandais Vrij Nederland, par courriel, Ian Danskin leur écrit : « Je n'ai pas d'objectifs concrets comme "dé-radicaliser les fascistes" ou "convertir les gens à la gauche", mais j'espère que cela se produira. Avec The Alt-Right Playbook, j'essaie principalement de comprendre des problèmes politiques complexes et de partager ce que j'apprends en cours de route. J'espère que j'aurai des solutions à la fin, et que mon public les utilisera ensuite.»
D'après Pim van den Berg de Vrij Nederland, The Alt-Right Playbook est clairement de nature didactique en prenant pour exemple une des vidéos de la série, l'épisode Never Play Defense ("Ne jamais jouer la défense"), dans laquelle Danskin place l'adage du président Ronald Reagan « If you're explaining, you're losing » (si vous expliquez, vous perdez) dans un contexte numérique  : peu importe à quel point il est attrayant d'argumenter clairement vos idées une par une avec un troll d'internet même si vous énumérez et étayez les sources, ce qu'un spectateur voit avant tout c'est beaucoup de doutes et de désaccords sur votre point de vue, et ce peu importe à quel point votre adversaire est mal informé ou manifestement peu sincère. De plus, selon Danksin, « vous ne convaincrez jamais l'autre car les discussions sur Internet sont de la mise en scène; ce qui compte lors de ses discussions, c'est qui apparaît comme fort et déterminé et non celui qui a raison ». 
Les sources utilisées pour chaque épisode sont répertoriées dans les descriptions des vidéos et Danskin a rendu sa liste de recherche disponible sur Tumblr. 
Daniel Schindel de Polygon a classé la vidéo de Danskin Lady Eboshi is Wrong ("Dame Eboshi a tort") comme l'un des meilleurs essais vidéo de 2018. Julie Muncy de Gizmodo a salué la série de vidéos de Danskin sur le film d'action post-apocalyptique de 2015 Mad Max: Fury Road.

## The Alt-Right Playbook
The Alt-Right Playbook est l'émission principale d'Innuendo Studios. Son premier épisode est sorti le 11 octobre 2017. Depuis lors, la série se concentre sur l'examen et le démantèlement de la culture en ligne de l'alt-right et « les stratégies rhétoriques [qu'elle] utilise pour se légitimer et gagner du pouvoi»,. Danskin assure l'entièreté de l'écriture et de la narration, utilisant des schémas et des dessins de figures simples sur fond gris pour illustrer ses idées. Les vidéos sont principalement centrées sur et illustrées par des problématiques américaines, mais développent des thèses et des idéologiques plus universelles.
Outre les épisodes de la série, il existe certains épisodes additionnels appelés Endnotes ("notes de fin") détaillant des aspects plus précis évoqués dans les épisodes principaux, notamment historiques (par exemple les origines du conservatisme) ou sémantiques (par exemple sur la notion de droite utilisée par Danskin)[source secondaire nécessaire].
Début 2022, un collectif français nommé Studio Gauche a entrepris une traduction et une adaptation en français de l'Alt-Right Playbook, sous le nom de Guide de la Fachosphère[source secondaire nécessaire].

## CO-VIDs
À partir du printemps 2020, Danskin a lancé une série de vidéos particulière, étant dans l'impossibilité de travailler sur de grosses vidéos pendant la pandémie mondiale de Covid-19. Ces vidéos sont baptisées CO-VIDs (pour "Coronarius Videos"). Elles sont plus courtes, moins travaillées dans la forme, mais évoquant les mêmes thèmes sociologiques et politiques que ses autres émissions et y intégrant des thèmes qui n'ont pas trouvé leur place dans les autres émissions. Celle-ci est toutefois plus centrée sur des éléments de pop culture occidentaux comme des films ou des séries[source secondaire nécessaire].
Tous les revenus publicitaires récoltés par Danskin pour cette série sont donnés à Critical Resistance, une ONG visant l'abolition de la prison et celle de la police telles qu'elles existent aux États-Unis[source secondaire nécessaire].